# Zipaquirá
Zipaquirá là một khu tự quản thuộc tỉnh Cundinamarca, Colombia. Thủ phủ của khu tự quản Zipaquirá đóng tại Zipaquirá Khu tự quản Zipaquirá có diện tích ki lô mét vuông. Đến thời điểm ngày 28 tháng 5 năm 2005, khu tự quản Zipaquirá có dân số 69695 người.